# Colletotrichum caudatum
Colletotrichum caudatum är en svampart som beskrevs av Peck. Colletotrichum caudatum ingår i släktet Colletotrichum och familjen Glomerellaceae.   Inga underarter finns listade i Catalogue of Life.